# FK Bregalnica Štip
FK Bregalnica Štip (mazedonisch ФК Брегалница Штип) ist ein Sportverein aus Štip, Nordmazedonien, der hauptsächlich für seine Fußballabteilung bekannt ist. Der Spitzname der Mannschaft ist Die Blauen, der auf der Vereinsfarbe beruht.

## Geschichte
FK Bregalnica wurde 1921 gegründet. Die erfolgreichsten Jahre des Vereins waren zwischen 1964 und 1984, als der Verein in den regionalen jugoslawischen Wettbewerben spielte. Er wurde viermal Meister der Mazedonischen Republikliga und gewann 1981 den mazedonischen Pokal. Die erfolgreichen Zeiten hielten jedoch nicht an, denn in der Folgezeit kam es zum Verlust von wichtigen Spielern, deren Abgänge nicht kompensiert werden konnten.

## Erfolge
- Meister der Mazedonischen Republikliga (4): 1964, 1967, 1976, 1984
- Pokalsieger der Republik Mazedonien (1): 1981
- Meister der Vtora Makedonska Liga (3): 1995/96, 2003/04, 2020/21

## Stadion
Bregalnica Štip spielt im Gradski Stadion Štip, das eine Kapazität von 4000 Zuschauern besitzt. Zuletzt wurde es 2016 renoviert.